# Gregor M. Lepka
Gregor M. Lepka (* 7. August 1936 in Salzburg; † 20. August 2016) war ein österreichischer Autor. Er lebte in Thalheim bei Wels.

## Leben und Werk
Der Autor war nach seiner Emigration 1956 nach Neuseeland als Postbeamter, Fremdenführer und Saisonarbeiter beschäftigt und studierte englische Literatur. Nach seiner Rückkehr nach Österreich zu Beginn der 1960er Jahre war er in der Versicherungsbranche tätig.
In seinem Werk spiegelt sich oft die "seitenverkehrte Sicht" vom Antipoden der Welt. Im Gedichtband Die Sicht auf die Dinge taucht die physikalische Verwirrung als Ordnung der Dinge auf. „Physikalische Irritation // Dem Wasser / traue ich zu / nach oben zu fließen, / wenn es nur will.“

## Publikationen
- So, als wäre .... Gedichte. Landesverlag, Linz 1989.
- Laß den Mund. Gedichte. Verlag Bibliothek der Provinz, Weitra 1991. ISBN 3-900878-65-X.
- Minimalismen. Fast 100 Gedichte. Edition Pangloss, Wels 1994.
- Die Sinnlichkeit der Bäume im Herbst. Gedichte. Verlag Bibliothek der Provinz, Weitra 1997. ISBN 3-85252-165-3.
- In bemerkbaren Abständen. Gedichte. Grasl-Verlag, Baden bei Wien 1998.
- An der Zeit vorbei. Gedichte. Mitter-Verlag, Wels 2011. ISBN 978-3-9502828-7-0.
- Der Auswanderer. Erzählung. Verlag Bibliothek der Provinz, Weitra 2012. ISBN 978-3-99028-176-5.
- Eine Art Zweisamkeit = Sposób na bycie we dwoje. Gedichte, dt. u. polnisch. Verl. Bibliothek d. Provinz, Weitra 2014. ISBN 978-3-99028-273-1.
- Die Sicht auf die Dinge. Gedichte. (= Neue Lyrik aus Österreich. Band 12). Berger Verlag, Horn 2015. ISBN 978-3-85028-687-9.